# Carl Bianga
Carl Bianga (* 1930 in Danzig; † 7. August 2015 in Hamburg-Rissen) war ein deutscher Grafiker, Zeichner und Lyriker. Mit seinen handkolorierten Radierungen aus den Jahren 1968 bis 1974 lieferte er einen wichtigen Beitrag zur deutschen Pop Art.

## Leben
Von 1951 bis 1960 studierte Bianga an der Hochschule für Bildende Künste in Berlin unter Hans Jaenisch, Max Kaus, und Wolf Hoffmann, dessen Meisterschüler er in der Radierklasse wurde. Zwischen 1958 und 1960 wurde er Stipendiat der Studienstiftung des deutschen Volkes. Anschließend erhielt Bianga, zwischen 1961 und 1968, eine Förderung vom Arbeits-Stipendium der Stadt Berlin. Er lebte bis 1972 in Berlin und zog dann nach Hamburg, wo er bis zu seinem Tod wirkte.
Seine Schwester war die Künstlerin Elisabeth Axmann (* 1934).

## Ausstellungsteilnahmen (Auswahl)
- 1955: Farbige Graphik 1955, Kunsthalle Bremen[3]
- September 1955: FG 55 (Farbige Graphik – 1955), u. a. mit HAP Grieshaber, Georg Meistermann und Paul Wunderlich, Kunstverein in Hamburg[4]
- 24. Mai bis 17. Juni 1956: Contemporary German Graphics, u. a. mit Gerhard Hoehme und Paul Wunderlich, Contemporary Arts Museum Houston[5]
- 13. Juni bis 13. September 1970: Grosse Kunstausstellung München, Haus der Kunst, München[6]

## Werke in Museen
- Brooklyn Museum, New York City[7]
- Folkwang Museum, Essen[8]
- Hamburger Kunsthalle[9]
- Kunsthalle Bern[9]
- Kunsthalle St. Annen – ehemals Kunstsammlung Leonie von Rüxleben[10]
- Museum of Modern Art, New York City[9]
- Neue Nationalgalerie Berlin[9]
- Schirn Kunsthalle Frankfurt[9]

## Veröffentlichungen
- Wilhelmsruh. Verlag EDITION art-management, Hamburg 1994, ISBN 978-3-929254-01-3.
- Tambouriner – Verlorenes Austrommeln. Verlag EDITION art-management, Hamburg 1997, ISBN 978-3-929254-07-5.
- Fenster. Verlag EDITION art-management, Hamburg 2002, ISBN 978-3-929254-17-4.
- Sandra. Verlag EDITION art-management, Hamburg 2004, ISBN 978-3-929254-25-9.